# Autovía de Leizarán

Señal de confirmación de la autopista A-15

La autovía de Leizarán (oficialmente, autovía de Leitzaran) o A-15 es una vía de gran capacidad que se inicia como continuación de la autopista de Navarra en Irurzun y termina en el límite administrativo entre Navarra y Guipúzcoa, entre Leiza y Berástegui. La vía continúa como A-15 por la provincia vecina con la denominación de Autopista Navarra-Guipúzcoa, desembocando en la N-I en Andoáin. En su inauguración ambos tramos de la A-15 compartían denominación, pero la Diputación Foral de Guipúzcoa ha optado por darle categoría de autopista y nueva denominación hasta su fin en Astigarraga.

## Descripción e historia
La autovía de Leizarán tiene su inicio en el punto kilométrico 112,15 de la AP-15, que proviene del futuro enlace con la autovía de Navarra en Tudela, en Irurzun, a 20 km de Pamplona, y acaba en el enlace 445 de la N-I en Andoáin. Tiene 41 km de longitud y fue construida entre 1989 y 1995. Permite comunicar Pamplona con San Sebastián en 50 minutos. Debido a su configuración como autovía de montaña son numerosos los accidentes, en parte debido a las difíciles condiciones de conducción por causa de la niebla, lluvia y nieve, muy frecuentes en esta zona de la península ibérica. El terreno puramente práctico ha sido criticado por discurrir a gran altura, lo que supone un tráfico lento, con mayor consumo de carburante, y más peligroso para los camiones.
Fue inaugurada el 5 de mayo de 1995 por José Antonio Ardanza y Juan Cruz Alli, presidentes de las comunidades autónomas del País Vasco y de Navarra, respectivamente; y por Eli Galdos, diputado general de Guipúzcoa. La carretera supuso una inversión de 70500 millones de pesetas, a una media de 1640 millones de pesetas por kilómetro. Antes de la inauguración completa del año 1995, pusieron en servicio, algunos tramos diferentes dentro de Navarra.

### Polémica medioambiental
La construcción finalizó tras seis años de obras y se inauguró finalmente el 5 de mayo de 1995, pero desde el inicio del proyecto se plantearon graves problemas medioambientales. Dicho proyecto pretendía eliminar, por ejemplo, una de las peñas denominadas 'Dos Hermanas' de la localidad navarra de Irurzun, e igualmente causaría graves destrozos en el valle de Leizarán.
Dicha problemática, en su inicio meramente ambiental, se convirtió en tema social y posteriormente en agria discusión política. Incluso ETA intentó la paralización de las obras, cometiendo diversos sabotajes y asesinando a cuatro personas relacionadas con las obras. En el tramo guipuzcoano se destinó más de un millón de euros a indemnizaciones por atentados, con cifras similares en el tramo navarro según los boletines oficiales de cada provincia.
Desde la izquierda abertzale se insistió en la búsqueda de una alternativa al trazado inicial y la obra dividió a la ciudadanía según su ideología política, más allá de los argumentos sobre su utilidad o sobre su impacto ambiental. Finalmente el proyecto fue modificado aceptando en parte las propuestas de la 'Coordinadora Lurraldea', con la firma en 1992 de un acuerdo con las instituciones para el diseño de un trazado viario diferente al inicialmente planteado.

### Informe de fiscalización del tramo navarro
Tampoco la autovía, en su tramo navarro, con 28 de los 45 km de la obra, estuvo exenta de acusaciones de corrupción, puesto que su construcción se realizó bajo la presidencia de Gabriel Urralburu y Javier Otano, y en el informe navarro de fiscalización se destaca que:
- Se constataron fallos graves en el proyecto inicial.
- El coste de los 28 kilómetros navarros supuso casi 8 millones de euros por kilómetro (más de 1300 millones de pesetas por cada kilómetro).
- la desviación presupuestaria total de las obras fue de un 58 % y en algunas fases del 196 %.
- Los plazos de ejecución en todas las fases se duplicaron.
- El coste en seguridad fue de más de 26 millones de euros (4407,8 millones de pesetas) siendo Luis Roldán (ver "caso Roldán") el director de seguridad de dichas obras y admitió ante el juez el pago de comisiones, un pago extra a las empresas de un 20 % y la facturación de servicios de seguridad que nunca se prestaron, tal y como se recoge en los hechos probados de la sentencia.[7] A partir de 1994 no se originaron gastos de seguridad.

La corrupción presente en este y otros escándalos es citada a menudo como una de las causas de que el PSN-PSOE perdiera votos en la Comunidad Foral.

## Tramos
| Denominación | Tramo | Kilómetros | Año servicio                                                 |
| ------------ | --- | ---------- | ------------------------------------------------------------ |
| A-15         | Nudo de Irurzun Tramo: Enlace A-10 - Irurzun Norte | 1          | 1992                                                         |
| A-15         | Irurzun Norte – Urriza Tramo provisional: Monte Dos Hermanas - Latasa Sur Tramo completo sin túneles artificiales: Irurzun Norte – Urriza Subtramo con túneles artificiales: Latasa Sur - Urriza | 2,5 5 1,6  | 1 carril por sentido: 1993 2 carriles por sentido: 1993 1995 |
| A-15         | Urriza – Ventas de Muguiro | 5          | 1994                                                         |
| A-15         | Variante de Lecumberri Tramo: Ventas de Muguiro - Lecumberri Norte | 3          | 1991                                                         |
| A-15         | Lecumberri (Norte) – Leiza | 11,8       | 1994                                                         |
| A-15         | Leiza – Limítrofe Navarra/Guipúzcoa | 1,2        | 1995                                                         |

## Esquema de la vía
| Velocidad | Esquema | Salida | Sentido Andoáin (ascendente)                                | Sentido Irurzun (descendente)                  | Destinos Cercanos |
| --------- | ------- | ------ | ----------------------------------------------------------- | ---------------------------------------------- | ----------------- |
|           |         | 113A   |                                                             | A-10 Alsasua Vitoria                           |                   |
|           |         | 113    | Irurzun                                                     | Irurzun                                        |                   |
|           |         | 117    | Latasa Urriza Goldáraz NA-411 Ostiz                         |                                                |                   |
|           |         | 118    |                                                             | Latasa Urriza Goldáraz NA-411 Ostiz            |                   |
|           |         | 123    | Aldaz Muguiro Arruiz                                        | Aldaz Muguiro Arruiz                           |                   |
|           |         | 124    | Lecumberri sierra de Aralar San Miguel de Aralar Lecumberri |                                                |                   |
|           |         | 127    | NA-1300 Lecumberri Betelu Tolosa NA-1700 Huici              | NA-1300 Lecumberri Betelu Tolosa NA-1700 Huici |                   |
|           |         | 132    | NA-4011 Gorriti                                             | NA-4011 Gorriti Huici                          |                   |
|           |         |        | área de servicio                                            |                                                |                   |
|           |         | 138    | NA-4014 Areso NA-170 Leiza                                  | NA-4014 Areso NA-170 Leiza                     |                   |
|           |         |        |                                                             |                                                |                   |